# Carcinamolyfélék
A carcinamolyfélék (Peleopodidae) a valódi lepkék (Glossata) alrendjébe tartozó sarlós ajkú molyszerűek (Gelechioidea) öregcsaládjának egyik családja. Egyes rendszertanászok szerint a taxon nem önálló család, hanem a díszmolyfélék (Oecophoridae) alcsaládja.

## Származásuk, elterjedésük
A családot a díszmolyfélék (Oecophoridae) család díszmolyformák (Oecophorinae) alcsaládjából különítették el. Alig több mint két tucat faja az orientális faunaterületen, a nearktikus faunatartományban, illetve a neotropikus faunabirodalomban él.
Magyarországon ebbe a családba számítják a
- Carcina (Hb., 1825) nemet is (erről kapta magyar nevét a család), aminek egy faja él hazánkban:
  - vastag csápú díszmoly (Carcina quercana Fabricius, 1775) - Magyarországon mindenfelé megtalálható (Buschmann, 2003; Pastorális, 2011; Pastorális & Szeőke, 2011)

## Életmódjuk, élőhelyük
Hodges (1998) szerint hernyóik tápnövényei a különféle pálmafélék (Arecaceae), Malpighi-cserjefélék (Malpighiaceae), platánfélék (Platanaceae), keserűfűfélék (Polygonaceae) és vasfűfélék (Verbenaceae).